# Čou Lu-lu
Čou Lu-lu (čínsky pchin-jinem Zhōu Lùlu, znaky 周璐璐; * 19. března 1988, Pin-čou, Čína) je čínská vzpěračka. Na Letních olympijských hrách v Londýně získala zlatou medaili v nejtěžší ženské váhové kategorii nad 75 kg. Výkonem 333 kg ve dvojboji vytvořila nový světový rekord.